# Astelia subulata
Astelia subulata là một loài thực vật có hoa trong họ Asteliaceae. Loài này được (Hook.f.) Cheeseman mô tả khoa học đầu tiên năm 1909.